# Cristadelfianos
Os cristadelfianos (do grego Christou Adelphoi, "Irmãos de Cristo") constituem uma denominação cristã unitária que se desenvolveu no Reino Unido e América do Norte no século XIX. Existem aproximadamente 50.000 cristadelfianos em muitos países do mundo quer em grupos quer isolados (120 países). Estimativas dos centros principais de população cristadelfiana são como se segue: Reino Unido (18000), Austrália (9987), Malawi (7000), Moçambique (5300), Estados Unidos (6500), Canadá (3375), Nova Zelândia (1782), Quénia (1700), Índia (1300) e Tanzânia (1000). Isto coloca o número de cristadelfianos acima dos 55.000.

## Crenças

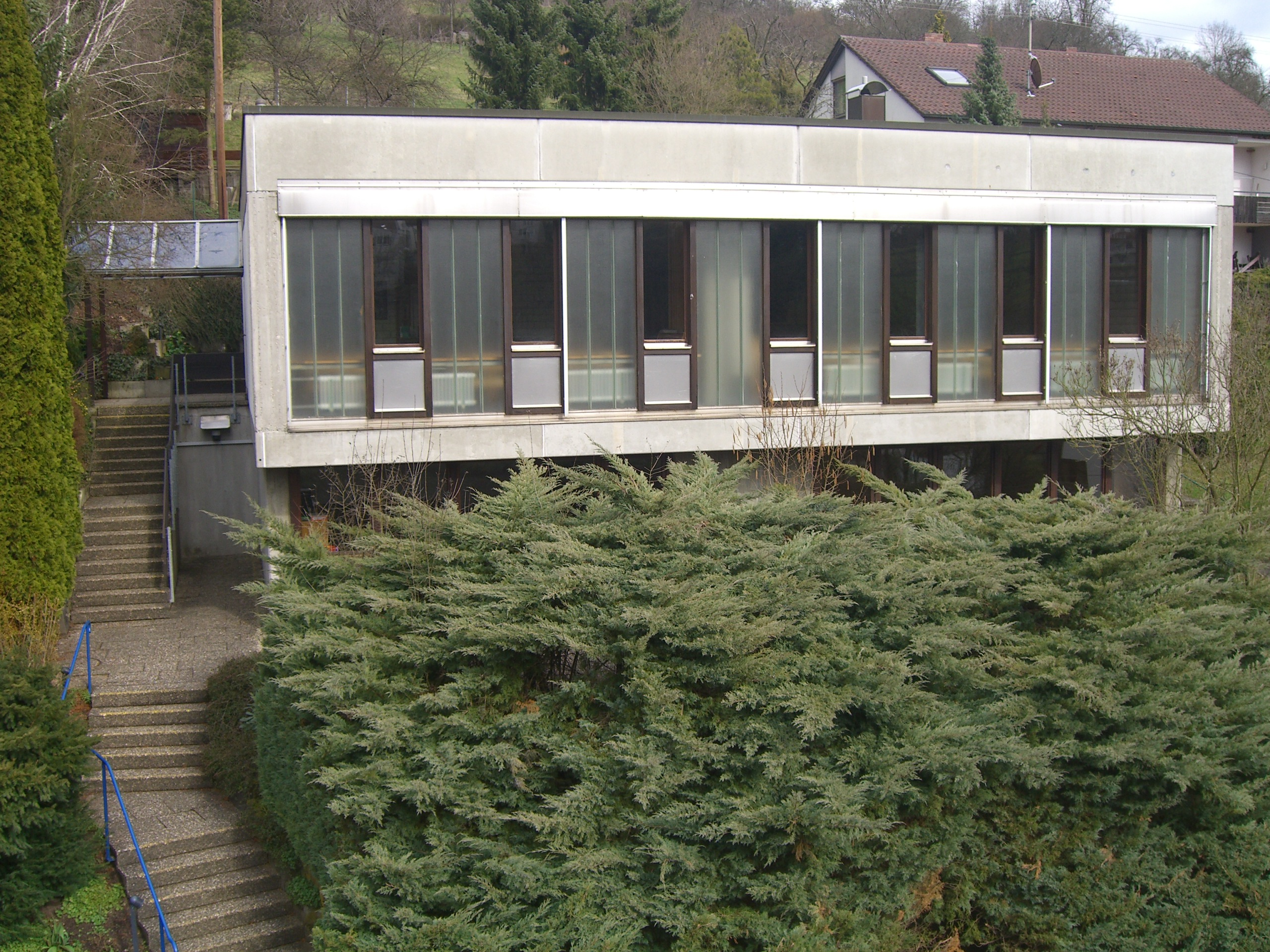
Capela cristadelfiana, Esslingen, Alemanha

Os cristadelfianos afirmam basear as suas crenças inteiramente na Bíblia e não aceitam outros textos como sendo inspirados por Deus. Acreditam que Deus é o criador de todas as coisas e o Pai dos verdadeiros crentes. Deus e Jesus Cristo não são um ser, mas dois. Entendem que o Espírito Santo não é uma pessoa, mas sim o poder de Deus usado na criação e para a salvação, tendo sido concedido a certos crentes, para propósitos específicos, em algumas épocas da história.
Creem que Jesus é o prometido Messias, no qual as profecias e promessas do Antigo Testamento (particularmente aquelas feitas a Abraão e David) são cumpridas. Encaram-no como Filho do Homem, pois herdou a natureza de sua mãe, e também Filho de Deus por virtude da sua concepção milagrosa pelo poder de Deus, conforme referido na Bíblia. Embora tentado, não cometeu pecados, tornando-se um perfeito sacrifício representativo para trazer salvação à humanidade pecadora. Conforme entendem da Bíblia, Deus ressuscitou Jesus à imortalidade, tendo ascendido ao céu, à morada de Deus. Os cristadelfianos acreditam que Jesus irá voltar à Terra, em pessoa, para estabelecer o Reino de Deus, cumprindo assim as promessas feitas a Abraão e ao Rei David. Creem que esse Reino estará centrado em Israel, mas que Jesus reinará sobre todas as nações da Terra sendo Jerusalém a sua capital.
Os cristadelfianos ensinam que alguém só pode tornar-se discípulo de Cristo por crer nos seus ensinos, por meio do arrependimento e através de imersão total em água. Para eles, o batismo não deve ser administrado a bebês mas apenas aos que têm idade suficiente para perceber as suas ações. Embora salvos pela fé na graça de Deus, a fé verdadeira manifestar-se-á em obras, e assim espera-se que os crentes vivam uma vida consistente com o ensino da Bíblia.
Creem que, depois da morte, os crentes estão num estado de não existência (também chamado de sono da alma), não tendo conhecimento de nada até à ressurreição, quando Jesus voltar. Depois do Julgamento, os que forem aceitos recebem o dom da imortalidade, e vivem com Cristo na Terra restaurada, ajudando-o a estabelecer o Reino de Deus e a reinar sobre a população mortal durante um período de mil anos, também conhecido por Milénio. Os cristadelfianos veem o futuro Reino de Deus como o ponto fulcral do Evangelho ensinado por Jesus e pelos apóstolos. Apontam para as profecias da Bíblia que se cumpriram, particularmente aquelas relativas às nações, como prova de que se pode confiar nas Escrituras.
Os cristadelfianos rejeitam um número de doutrinas tradicionalmente aceites pelas denominações Ortodoxas Cristãs, nomeadamente a imortalidade da alma, a Trindade, a preexistência de Cristo e a possessão dos dons do Espírito Santo nos nossos dias. Acreditam que, na Bíblia, onde aparecem as palavras "diabo" ou "Satanás", devem ser entendidas como o mal inerente na humanidade, ou pecado, e à inclinação dos seres humanos para desobedecerem ao Eterno Criador. Estes termos podem-se aplicar também a sistemas políticos ou a indivíduos em oposição ou conflito. O inferno é entendido como sendo simplesmente a sepultura para onde todos os homens vão, em vez de ser um lugar de tormento eterno. Os cristadelfianos acreditam que as doutrinas que rejeitam foram introduzidas na cristandade depois do primeiro século e que não podem ser demonstradas usando a Bíblia.
Os cristadelfianos são objetores de consciência, mas não pacifistas. Abstêm-se do envolvimento na política, de prestar serviço militar, entrar nas forças policiais e outros grupos organizados, tais como sindicatos. Dão grande ênfase à leitura e estudo da Bíblia, à oração e à moralidade. A adoração da congregação, que geralmente acontece aos Domingos, centra-se na lembrança da morte e ressurreição de Jesus Cristo, sendo que os presentes partilham o pão e vinho.

## História
Houve pequenos grupos de crentes ao longo dos séculos, particularmente desde a Reforma Protestante, que mantinham pontos de vista não ortodoxos. Grupos como os anabaptistas, valdenses, socinianos, racovianos e a Irmandade Polaca partilharam algumas ou até muitas crenças que vieram a ser mantidas pelos cristadelfianos. Enumeram personalidades como Isaac Newton, Joseph Priestley, John Locke, William Tyndale como tendo tido crenças similares às dos actuais cristadelfianos acerca da unidade de Deus, mortalidade do homem e o papel dos Judeus no propósito de Deus.
A partir de meados do século XIX, surgiram grupos em muitas partes do Reino Unido e Estados Unidos da América que possuíam crenças similares às acima descritas e que mantinham alguma forma de relacionamento uns com os outros. De importância significativa foi a publicação em 1849 da obra de John Thomas, intitulada "Elpis Israel", onde expôs o seu entendimento das principais doutrinas da Bíblia. Até à Guerra Civil Americana, grupos associados com ele reuniam-se sob variados nomes, incluindo Crentes, Crentes Baptizados, a Real Associação de Crentes Baptizados, Crentes no Reino de Deus e Ântipas. Nessa altura, para se obter o estatuto de objector de consciência era necessário estar afiliado a uma igreja. Assim, em 1865, John Thomas para efeitos de registo escolheu o nome "cristadelfiano". Este nome é derivado do Grego para "Irmãos em (ou de) Cristo".
No século XIX, as igrejas cristadelfianas cresceram rapidamente no Reino Unido, na América do Norte e através do mundo, nos locais onde se falava a língua inglesa. Desde os primeiros dias dos cristadelfianos, muitos têm lido a Bíblia por conta própria e então entram em contacto com os cristadelfianos, juntando-se a eles.

### Cismas
Os cristadelfianos sofreram quatro divisões no início da sua história quando quatro grupos separam-se do corpo principal.
- Em 1873, um certo número separou-se seguindo Edward Turney de Nottingham, e vieram a ser conhecidos como Irmandade dos Nazarenos. Após a morte de Turney, em 1879, a maioria de seus seguidores voltou para o grupo principal.[12]
- Entre 1884 e 1885, surgiu uma disputa acerca da inspiração da Bíblia. Robert Ashcroft, um membro de vulto, escreveu um artigo onde desafiava a crença acerca da inspiração divina das Escrituras. Na controvérsia que se seguiu, a eclésia de Birmingham desassociou-se de Ashcroft. Alguns membros, embora não concordassem com o ponto de vista de Ashcroft acerca da inspiração, não aprovaram a forma como a aquela eclésia lidou com a situação. Este grupo veio a abandonar a eclésia de Birmingham e formou uma nova que veio a tornar-se conhecida como a eclésia de Suffolk Street. As eclésias espalhadas pelo mundo que os apoiaram tornaram-se conhecidas como a Irmandade de Suffolk Street.
- A terceira divisão ocorreu em 1898 e centrou-se na doutrina do julgamento. Debatia-se se o julgamento se limitava aos crentes baptizados ou se era aplicado a todos os que ouviram a mensagem do Evangelho. A maioria, que aceitava que todos os que ouviram a mensagem do Evangelho eram responsáveis perante o Julgamento, emendaram a Declaração de Fé. Os que não aceitaram a emenda tornaram-se conhecidos como a Irmandade não emendada, do inglês Unamended Fellowship. O grupo proveniente das Irmandade de Suffolk Street e Unamended, das quais se separaram, tornou-se conhecido como Irmandade Temperance Hall.
- A quarta divisão ocorreu em 1923, motivada por questões relacionadas com o serviço militar e outros assuntos. Isto resultou na formação da Irmandade Cristadelfiana de Bereia. Em 1942 este grupo dividiu-se posteriormente devido a debates relacionados com o divórcio e o casar novamente, sendo que a maioria tornou-se conhecida como Cristadelfianos da Aurora, do inglês Dawn Christadelphians.

Na década de 1950 ocorreu uma série de reuniões na América do Norte, Inglaterra e Austrália:
- Em 1952, a maioria dos bereanos na América do Norte voltaram à Irmandade Temperance Hall, embora nem todos os bereanos tenham concordado.
- Em 1957 na Grã-Bretanha, e 1958 na Austrália, houve mais um grupo que voltou, a Irmandade de Suffolk Street que, por essa altura, já tinha incorporado muitos membros da Irmandade não emendada existentes fora da América do Norte. Este grupo, que agora incluía a maioria dos cristadelfianos, tornou-se conhecido como Irmandade Central, nome adotado por causa da eclésia de Birmingham, que se designava "Central". Alguns cristadelfianos não aceitaram esta reunião já que continuavam a crer nas razões que tinham levado aos cismas. Estes vieram a formar a Irmandade dos Velhos Caminhos, do inglês Old Paths Fellowship.

Na Irmandade Central existe alguma diversidade no que diz respeito ao estilo de adoração, procedimentos e alguns pontos doutrinários, sendo que alguns sub-grupos não confraternizam com outros. Para alguns cristadelfianos isto parece incorrecto e é visto como desunião, enquanto outros vêm esta diversidade como um ponto forte ou, pelo menos, um beneficio. No entanto, a maioria dos cristadelfianos afirmam que a Bíblia é o único padrão para a Verdade e assim, embora não em irmandade, aceitam que cada grupo individual actue segundo a sua consciência.
Apesar de esforços periódicos para a união, a Irmandade Amended (tal como é conhecida a Irmandade Central nos Estados Unidos) e a Unamended da América do Norte ainda estão divididas. As Irmandades Bereia, Dawn e Old Paths também continuam a existir actualmente.
Estimativas de números:
- Irmandade central = 55.000 (120 países)[13]
- Irmandade não emendada = 1.850 (sul e oeste do E.U.A.)[14]
- Igreja de Deus da fé de Abraão = 400 (Ohio, Flórida, E.U.A.)[15]
- Dawn (ou seja, Irmandade Aurora) = 670 (Reino Unido 200, África 200, Austrália 200, Canadá 50, Polónia e Rússia 20)[16]
- Old Paths (ou seja, Caminhos Antigos) = 400 (Reino Unido 250, Austrália e Nova Zelândia 150)[17]
- Irmandade Bereana = 330 (Texas, E.U.A. 200, Quênia 100, País de Gales 30)[18]
- Pioneiro =?
- Outros grupos muito pequenos = 150 ~ 200 total.[19]

Os cristadelfianos de diferentes irmandades comunicam entre si sobre variados assuntos, usam algumas publicações uns dos outros e persistem continuadas tentativas para resolver as áreas em que então em desacordo.
O nome cristadelfianos é um título genérico descrevendo um grupo de pessoas que partilham origens similares, mas como a história revela, têm origens e percursos bem diferentes. Para mais informação acerca das irmandades, é recomendado aos leitores lerem as entradas relevantes na Wikipédia em Inglês.

## Organização

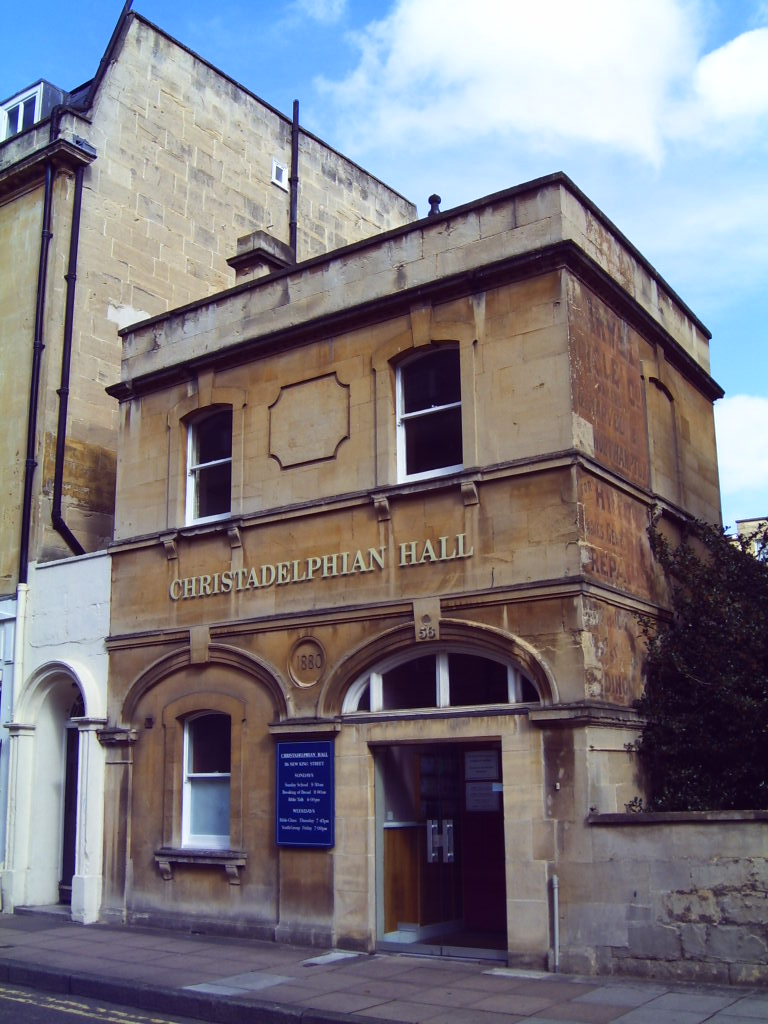
Christadelphian Hall, Bath, Inglaterra.

Os cristadelfianos geralmente chamam às sua congregações de "eclésias", palavra grega que significa 'assembleia dos chamados para fora', se referindo tanto àqueles que foram chamados para fora do mundo quanto das instituições equivocadas do cristianismo.  Uma eclésia não é o edifício onde se congregam mas sim o conjunto dos crentes. Os cristadelfianos resolveram usar a palavra Eclésia porque a palavra igreja veio a conotar um lugar físico e não os crentes ao contrário da palavra quando usada no seu contexto Bíblico.
Não existe uma organização central ou hierarquia. As eclésias são autónomas até certo ponto e a cooperação entre elas é baseada numa comum aceitação da Declaração de Fé Emendada de Birmingham. A Irmandade Unamended usa a Declaração de Fé Não Emendada. Quem quer que seja que publicamente concorda com as doutrinas descritas nesta declaração e têm um bom relato da sua eclésia anterior é bem-vindo a participar nas actividades de qualquer outra eclésia dentro da própria irmandade.
Os cristadelfianos não têm ministro pagos. A maioria dos membros masculinos podem ensinar e ter outras actividades normalmente distribuídas de forma rotativa, em vez de existir um pregador definido. O governo da eclésia tipicamente segue o modelo democrático, com um comité eleito para cada eclésia. Este comité, não remunerado, coordena o funcionamento diário da eclésia e é responsável perante os membros da dela.
Os cristadelfianos, baseados no seu entendimento da Bíblia, fazem distinção entre o papel dos membros masculinos e femininos. Na maioria das eclésias, as mulheres não podem ensinar nas reuniões formais quando membros masculinos estão presentes e não têm lugar nas reuniões do comité de gestão da eclésia. No entanto, elas participam nos outros comités da eclésia e em comités inter-eclésias, como por exemplo, no trabalho com os jovens, evangelismo e bem-estar dos membros. As mulheres participam também nos debates, no ensino de crianças, tocam instrumentos musicais, votam e discutem assuntos sobre negócios, pregam, ensinam os não crentes e participam na maioria das actividades.
As eclésias cristadelfianas pregam activamente aos seus vizinhos e cooperam a nível regional, nacional, e internacional na pregação. A Missão Bíblica Cristadelfiana (CBM) na Inglaterra apoia a pregação na Europa e África - incluindo Portugal e na África lusófona. A Missão Bíblica Cristadelfiana das Américas (CBMA), na Califórnia, apóia atividades na América Latina.
Existem também os comités responsáveis pelo trabalho com a juventude e Escola Dominical, problemas com o serviço militar, cuidados com os idosos e trabalho humanitário. Estes comités não tem qualquer autoridade legislativa e estão dependentes do apoio da eclésia. Eclésias de uma mesma área podem regularmente ter actividades em conjunto, combinando grupos de jovens, fraternização, pregação, e estudo bíblico.
Alguns países têm escolas cristadelfianas, embora sejam mais populares na Austrália. Centros Cristadelfianos para cuidar de idosos existem em vários países, fundados pelos próprios residentes e pela comunidade cristadelfiana. Existem variadas revistas cristadelfianas para membros espalhados pelo mundo incluindo "The Christadelphian", "The Testimony", "The Tidings" e "Glad Tidings".

## Trabalho com os jovens
Somente os membros baptizados, que se tratam por irmãos e irmãs, são considerados membros das Eclésias Cristadelfianas. Tanto nas reuniões de crentes ao Domingo como em outras actividades para todas as idades, os cristadelfianos mostram interesse especial nos filhos dos membros. Em muitas igrejas existem escolas dominicais, nas quais os professores, de ambos os sexos, são membros baptizados. Escolas Dominicais geralmente têm lugar no salão da eclésia, quer durante quer depois do serviço principal de Domingo, apesar de algumas serem realizadas apenas depois do serviço principal. Muitas eclésias têm reuniões de grupos de juventude, uma vez por semana à noite. No Reino Unido estes grupos são chamados de CYC’s (Christadelphian Youth Circles), embora o nome não seja igual em todo o mundo.
A maioria dos grupos de jovens devotam algum tempo ao estudo da Bíblia e o resto do tempo à recreação. Quando a distância não é muita os grupos de jovens com regularidade juntam-se para competir no desporto, charadas, adivinhas, entre outras actividades. Em alguns países as eclésias têm dias ou fins-de-semana especiais para a juventude. Nestes dias um membro baptizado dá várias exortações bíblicas, especialmente aos jovens que vêm de diferentes eclésias para estarem juntos. Os jovens costumam ficar hospedados nas casas dos membros baptizados da eclésia que os convidou.
Férias de grupos de jovens e Escola Dominical e fins-de-semana de estudo bíblico são também populares, reunindo jovens cristadelfianos de todo o país. A diferença entre um fim-de-semana da juventude e férias de grupo de jovens ou semana de estudo bíblico é que o primeiro geralmente tem lugar na eclésia que acolhe o acontecimento e os últimos têm lugar em qualquer parte.
Existem também algumas revistas cristadelfianas para jovens, incluindo "Give and Take", para idades compreendidas entre os sete e os onze anos, "The Word" e "Faith Alive".

## Adoração
Os cristadelfianos são uma denominação não litúrgica. As eclésias cristadelfianas são autónomas e livres para adoptarem qualquer tipo de estilo de adoração que escolherem. No entanto, há uma tendência para grande unidade em assuntos como a ordem do serviço e cânticos. Isto é sem dúvida resultado da influência de um livrinho de Robert Roberts que foi escrito no inicio da história dos cristadelfianos chamado "Um Guia para a Formação e Conduta das eclésias cristadelfianas" (A Guide to the Formation and Conduct of Christadelphian Ecclesias), editado em 1883, comummente chamado "O Guia Eclesial" (The Ecclesial Guide) que, entre outras coisas, sugeriu uma ordem para o serviço nas reuniões da eclésia. Este modelo foi adoptado por muitas eclésias e ainda é o modelo prevalecente.
A ordem de serviço sugerida no Guia Eclesial incluía quatro cânticos, Leitura da Bíblia, tanto do Antigo como do Novo Testamento, orações, uma exortação ou Sermão, o Partir do Pão (Ceia), bem como anúncios do bem estar dos membros e das actividades da eclésia. Este modelo de adoração parece ter sido influenciado em certa medida pelas tradições das denominações de onde o cristadelfianismo obteve os seus membros. A adoração cristadelfiana é assim muito similar a dos presbiterianos, baptistas, congregacionais, metodistas, Discípulos de Cristo, bem como aos dos adeptos das Igrejas de Cristo.

### Hinários e outras manifestações artísticas
Os hinários cristadelfianos fazem uso considerável dos hinários das tradições Anglicana e Protestante, o que explica que mesmo nas eclésias da América do Norte os hinários são tipicamente mais Britânicos que Americanos. Em muitos hinários, a grande maioria de hinos são tirados do Saltério, possivelmente reflectindo as raízes Presbiterianas de John Thomas e Robert Roberts. O primeiro livro de hinos foi publicado especificamente para uso dos "baptizados crentes no Reino de Deus", o nome original dos cristadelfianos, por George Dowie, em Edinburgo, em 1864. Cinco anos mais tarde Robert Roberts, também escocês, publicou uma colecção de salmos escoceses e hinos chamado "A Harpa Dourada". A revista "The Christadelphian" e Associação de Publicações (antigamente chamada de "O gabinete cristadelfiano") publicou livros de hinos em 1884, 1932, 1964 e 2000. Enquanto alguns hinos nestes livros foram escritos por cristadelfianos, a maioria dos hinos são da autoria de religiosos Protestantes incluindo Isaac Watts, Charles Wesley, William Cowper e John Newton. O autor cristadelfiano com mais hino publicados foi David Brown com seis hinos na edição de 1964. Algumas irmandades cristadelfianas publicaram os seus próprios livros de hinos, como por exemplo o "The Berean Christadelphian Hymn Book", e algumas ainda usam a edição de 1932. As eclésias que continuam a usar as edições antigas do Livro de Hinos Cristadelfianos fazem-no mais por motivos doutrinais do que devido ao estilo musical.
Mais recentemente tem havido um movimento em alguns círculos cristadelfianos para formas de adoração mais contemporâneas. A publicação e uso generalizado de Praise the Lord, publicado pelo Hoddesdon Christadelphians, em 1993, permitiu aos cristadelfianos ter acesso fácil a cânticos e hinos contemporâneos que estão de acordo com a teologia cristadelfiana. Isto facilitou também o uso mais frequente de instrumentos musicais para além de pianos e órgãos, e o envolvimento de mais músicos, vocalistas e líderes de adoração na adoração congregacional. Algumas agrupamentos musicais, tal como a banda cristadelfiana de folk rock Fisher’s Tale também surgiu em anos recentes. Na Austrália, a instituição "Christadelphian Arts Trust" foi estabelecida em 1995 com o propósito de apoiar artes visuais, dramática, musicais e de representação assim como conduzir seminários sobre adoração e autoria de canções.

### Websites cristadelfianos
- «Bíblia Aberta»
- «Carelinks». (em português)
- «Princípios Bíblicos»
- «Cristadelfianos». (em português)
- «The Christadelphians.org» (em inglês)
- «Wrested Scriptures». (em inglês)
- «Misión Biblica Cristadelfiana» (em espanhol)

### Fóruns de relevo para cristadelfianos
- «Para Cristadelfianos, Ex-cristadelfianos, Outros Cristãos, para debate e estudo bíblico em conjunto.Em Português». em Bíblia Aberta
- «Para Cristadelfianos, Ex-cristadelfianos, Outros Cristãos, para debate e estudo bíblico em conjunto.Em Inglês». em BTDF
- «Estudo bíblico, discussão e debate. Em Inglês». no Open Bible Forum